# Calle Macarena
La calle Macarena es una vía del casco antiguo de la ciudad de Sevilla, encuadrada en el barrio de la Macarena que discurre intramuros paralela a la muralla antigua de la ciudad.

## Trazado
El trazado curvilíneo de la calle sigue el tramo de muralla existente entre la Puerta de la Macarena y la Puerta de Córdoba y el lado exterior de la misma lo constituye el lienzo de muralla construido en el periodo islámico. Este tramo conserva siete torreones, entre los que destaca la denominada Torre Blanca de planta hexagonal.
A principios del siglo  XX, se abrieron en la muralla dos portillos, para que los vecinos de las entonces recién construidas casas intramuros de la Huerta de los Toribios pudieran salir con facilidad a la Ronda histórica.
La muralla de Sevilla fue demolida en gran parte a mediados del siglo  XIX. A principios del siglo  XX existía un segundo plan municipal para derribar el tramo actualmente existente correspondiente a la calle Macarena y que finalmente fue paralizado por la declaración del lienzo de la muralla como Monumento Nacional, publicada en el número 20 de la Gaceta de Madrid con fecha de 20 de enero de 1908.

## Denominaciones
Se denomina oficialmente como Macarena desde 1868. Anteriormente se rotuló como "Muro de la Macarena" o "Muro de la Puerta de la Macarena" por la cercanía a la puerta de la muralla.